# Andrew Thorburn Thompson
Pour les articles homonymes, voir Andrew Thompson et Thompson.
Andrew Thorburn Thompson (27 mai 1870-20 avril 1939) est un homme politique canadien de l'Ontario. Il est député fédéral libéral de la circonscription ontarienne de Haldimand et Monck de 1900 à 1904.

## Biographie
Né à Seneca Township en Ontario, Thompson grandit à Indiana (en) dans le domaine de Ruthven Park, maintenant au nord de Cayuga (en).
Après avoir travaillé comme avocat et éditeur, il est élu député de Haldimand et Monck en 1900. Il ne parvient pas à assurer sa réélection dans la nouvelle circonscription de Haldimand en 1904.
Durant la Première Guerre mondiale, Thompson est lieutenant-colonel du 114e régiment composé entre autres de soldats membres des Premières Nations de la région du comté de Haldimand.
En 1923, il est choisi par le superintendant général adjoint de la Gendarmerie royale du Canada afin de mener un enquête sur les troubles dans les Six Nations à la demande du chef héréditaire Deskaheh et après la reconnaissance des revendications autochtones et du risque du recours à l'article 17 de la Société des Nations. Puisqu'il avait commandé des Iroquois pendant la guerre, Thompson était perçu comme un médiateur de confiance des deux côtés. Dans son rapport, Thompson recommande que le conseil héréditaire qui gouverne la réserve soit remplacé par un conseil élu. Un nouveau conseil est alors élu en 1924.
Son père, David Thompson, est un homme politique  siégeant dans l'Assemblée législative de la province du Canada et comme député de la circonscription de Haldimand.